# 파라과나콧수염박쥐
파라과나콧수염박쥐(Pteronotus Paraguanensis)는 유령얼굴박쥐과에 속하는 박쥐의 일종이다. 베네수엘라(파라과나반도)에 분포한다. 파라과나반도의 3개 동굴에서만 발견된다. 울창한 건생식물 관목 숲에서 먹이를 구한다. 전체 분포 지역이 400 km2 이하이다. 2008년 박쥐가 발견된 동굴이 쿠에바스 데 파라과나 야생동물 보호구역(베네수엘라의 첫번째 야생동물 보호구역)으로 지정되어 보호되고 있다.